# Phyllodromica tyrrhenica
Phyllodromica tyrrhenica är en kackerlacksart som först beskrevs av Willy Adolf Theodor Ramme 1927.  Phyllodromica tyrrhenica ingår i släktet Phyllodromica och familjen småkackerlackor.
Artens utbredningsområde är Italien. Inga underarter finns listade i Catalogue of Life.